# Judith Broersen
Judith Broersen (Egmond, 15 december 1967) is een Nederlandse poppenspeelster.
Sinds 2003 speelt zij Purk in de kinderserie Sesamstraat. Zij begon bij het programma in 1990 als de rechterhand van Tommie. In 2013 heeft zij samen met Maaike de Vet het Yogikindertheater opgericht.